# موسى بن سهل الرملي
أبو عمران موسى بنُ سهل بن قادم الرملي هو عالمٌ مسلمٌ من علماء الحديث النبوي الشريف تُوفيَ في جمادى الأولى سنة 262 هـ. وهو أخو علي بن سهل الرملي الأصغر.

## روايته للحديث النبوي
- سمع مِن: آدم بن أبي إياس، وعلي بن عياش، وابن الطبري.
- روى عنه: أبو داود في سننه، وابن خزيمة، وابن أبي حاتم، والأرغياني، وجماعة. ثقة[3]